# Apocephalus grandiflavus
Apocephalus grandiflavus är en tvåvingeart som beskrevs av Brown 1994. Apocephalus grandiflavus ingår i släktet Apocephalus och familjen puckelflugor.
Artens utbredningsområde är Dominikanska republiken. Inga underarter finns listade i Catalogue of Life.